# Eagle (Alaska)
Eagle oder auch vermehrt Tthee T’äwdlenn genannt (der Bezeichnung in Häɬ goɬan, der Sprache der einst hier siedelnden Han (Hän Hwëch'in)) ist ein Ort in Alaska am nördlichen Ende des Taylor Highways. Benachbart ist das Native Village of Eagle.

## Geschichte
Gegründet wurde das Dorf in den 80er Jahren des 19. Jahrhunderts durch die Alaska Commercial Company, die nahe der kanadischen Grenze am Yukon einen Handelsposten für Pelze errichten wollte. Der damit beauftragte François Mercier wählte als Standort das Indianerdorf Eagle Village.
Der 1896 beginnende Klondike-Goldrausch am nicht weit entfernten Klondike River und der damit verbundene Bau des Valdez Trails lenkte die Aufmerksamkeit auf den entlegenen Handelsposten. Es entstanden eine Gemeindeverwaltung und ein Postamt und die US-Armee baute eine Kaserne. Der von der US-Regierung entsandte Richter Wickersham übernahm 1900 von Eagle aus die Rechtsprechung für die Region.
In der Folge der Goldfunde wuchs Eagle bis zum Jahr 1901 auf 1700 Einwohner, wurde zur Stadt erhoben und war die größte Siedlung im Landesinneren Alaskas. 1903 wurde Eagle durch den Anschluss an die Telegraphenleitung nach Valdez an der Pazifikküste zur nördlichsten Telegraphenstation des Kontinents. Heute dient das Telegraphenamt als Grenzstation für Reisende auf dem Yukon.
Nach dem Zweiten Weltkrieg war die Bevölkerungszahl auf neun Personen geschrumpft. Die Schaffung des Yukon-Charley Rivers National Preserves mit Verwaltungssitz in Eagle und der Bau des Taylor Highways 1953 bewahrten den Ort vor der Bedeutungslosigkeit. Heute ist Eagle während des Sommers dank Tankstellen und Kaufläden Anlaufstation für Touristen. Im Winter wird Eagle über den nicht geräumten Highway mittels Hundeschlitten und Schneemobilen versorgt.